# Alejandro de la Sota Eizaguirre
|  | Aquest article tracta sobre el dirigent esportiu basc. Si cerqueu l'arquitecte gallec, vegeu «Alejandro de la Sota Martínez». |

Alejandro de la Sota Izagirre (1881 – 8 de febrer de 1963) va ser un futbolista basc que va jugar com a davanter a l'Athletic Club. Va ser una de les figures més importants en els inicis de l'Athletic, en fou un dels seus cofundadors el 1901, així com capità de l'equip, i posteriorment va exercir com a setè president del club, governant del 1911 al 1917; va ser un dels presidents més reeixits i influents del club basc.
Sota el lideratge de De la Sota, l'Athletic de Bilbao va aconseguir els seus majors èxits econòmics i esportius, convertint-se en un equip dominant a nivell nacional, guanyant tres títols consecutius de la Copa del Rei entre 1914 i 1916. Un dels seus principals èxits va ser aconseguir els fons per a la construcció de l'Estadi de San Mamés, que es va inaugurar el 1913 i va ser molt important en la supremacia del club a la dècada del 1910.

## Carrera com a jugador
Nascut a Cantàbria en el si de la família més rica i influent del País Basc i de tots els Pirineus: la família De la Sota. Va ser present a la històrica reunió al cafè García de la Gran Vía el 5 de setembre de 1901, sent un dels 33 socios (cofundadors) del primer club de Bilbao, l'Athletic Club. Aleshores va ser un dels primers futbolistes de la recentment creada selecció basca. Juntament amb Juan Astorquia, Armand Cazeaux, William Dyer i Walter Evans, va formar part de l'equip Club Bizcaya, una combinació de jugadors de l'Athletic Club i el Bilbao FC) que va guanyar el primer campionat estsatal disputat a Espanya, la  Copa de la Coronació de 1902, precursora de la Copa del Rei. De la Sota va jugar els quarts de final contra el Club Español i les semifinals contra el New Foot-Ball Club, però es va perdre la final en què l'equip basc va derrotar el FC Barcelona per 2-1.
També va formar part de l'històric equip de l'Athletic que va guanyar la primera Copa del Rei el 1903, en la qual de la Sota va contribuir decisivament, marcant el gol de la victòria a la final en una èpica remuntada per 3-2 contra el Madrid FC (ara conegut com a Reial Madrid). A la final de la Copa del Rei de 1904, l'Athletic va tornar a ser declarat guanyador després que els seus rivals no s'hi presentessin. També va participar en la final de la Copa del Rei de 1905 contra el Madrid FC, que van perdre per 1-0. Entre el 1902 i el 1905, va jugar cinc partits competitius, en els quals va marcar dos gols.

## Família
La família De la Sota era la més rica de tota la costa del Golf de Biscaia. La família era armadora, accionista bancària i d'assegurances, amb actius importants a Altos Hornos, l'empresa més gran d'Espanya durant gran part del segle XX. També eren propietaris dels diaris esportius de Bilbao Excelsior i Excelsius, i de magnífiques mansions i blocs sencers a Bilbao. A més, van ser partidaris econòmics del que es convertiria en el Partit Nacionalista Basc, en el qual reforcen una filosofia que ja havia estat cosida a l'Athletic, coneguda com a planter, que es basava en la idea de no utilitzar estrangers, només bascos. La seva família patrocinava nombroses organitzacions culturals i nacionals basques, destinant una quarta part dels seus beneficis a les seves diverses empreses. Els governs espanyols i altres europeus els consideraven un dels magnats més influents del territori basc.

## President
Després d'acabar la seva carrera futbolística, Alejandro va continuar dedicant-se al seu club i va esdevenir el setè president de l'Athletic el 1911. Havent estudiat les seves tradicions basques, Alejandro les va continuar i les va plasmar al seu club, participant directament en la creació del concepte de "planter", i així, la participació a l'equip va passar a ser exclusiva per a jugadors desenvolupats a Biscaia (que més tard es va estendre al País Basc). L'Athletic va seguir aquesta tradició d'utilitzar només jugadors locals durant més de cent anys, una política de club que va sobreviure fins al segle XXI, superant la Guerra Civil Espanyola i les seves conseqüències de purgues, l'allau i la tendència de contractació estrangera als anys 50 i el canvi de la pesseta a l'euro.
Amb molts coneguts en els cercles alts de la societat basca, Alejandro va aconseguir el suport de la seva família en la construcció del club: sota el seu govern, els socis del club es van multiplicar per diverses vegades. A més, va aconseguir trobar fons per a la construcció d'un nou estadi a Bilbao, el més gran d'Espanya en aquell moment, que es va inaugurar l'agost de 1913. San Mamés tenia capacitat per a gairebé quaranta mil persones i era famós per l'atmosfera única i sorollosa que creava la seva multitud de seguidors devots i lleials els dies de partit. L'estadi es considera una de les principals fonts de poder que va ajudar el club a créixer a la dècada de 1910, reunint un gran equip que tenia jugadors com José María Belauste, Félix Zubizarreta i Pichichi, guanyant tres títols consecutius de la Copa del Rei entre 1914 i 1916, derrotant equips com el RCD Espanyol i el Madrid FC en els dos últims per puntuacions de 5-0 i 4-0 respectivament.
Durant la Guerra Civil Espanyola, es van perdre les traces d'Alejandro. Atesa l'expropiació de tots els béns de la família De la Sota i la persecució que va patir per part del govern espanyol, és probable que Alejandro morís.

## Palmarès
- Copa de la Coronació: 1902
- Copa del Rei: 1903, 1904
  - Subcampió: 1905